# C-717
La C-717 era una carretera comarcal española que unía Palma de Mallorca con Santañí pasando por las localidades de Llucmajor y Campos.

## Nomenclatura
La antigua carretera C-717 pertenecía a la red de carreteras comarcales del Ministerio de Fomento. Su nombre está formado por: C, que indica que era una carretera comarcal de nivel estatal; y el 717 es el número que recibe según el orden de nomenclaturas de las carreteras comarcales, la primera cifra indica que está situada en Baleares, la segunda que es en la isla de Mallorca y la tercera si su recorrido es radial respecto a la capital insular.

## Historia
Esta carretera era uno de los cinco caminos radiales que nacían en la ciudad antigua de Palma de Mallorca. Unía la capital balear con la comarca de Migjorn. A raíz de la construcción de la Autopista de Levante y el aeropuerto de Palma de Mallorca a finales de los años 60 el tramo Palma - Coll de Rabasa quedó relegado como vía alternativa a la autopista y el tramo Coll de Rabasa - La Aranjasa desapareció debido a la ampliación del aeropuerto. En los últimos años, con las ampliaciones de la autopista, han sido más los tramos que han pasado ser vías secundarias o locales. 
La C-717 se ha dividido en las siguientes carreteras:
- La Calle de Llucmajor y la Calle Cardenal Rosell para el tramo Palma de Mallorca - Coll de Rabasa.
- Sobre el tramo Coll de Rabasa - La Aranjasa fue construida la pista de aterrizaje del aeropuerto de Palma de Mallorca, por lo que ninguna vía abarca actualmente este tramo.
- La  Ma-19A  para el tramo La Aranjasa - Llucmajor.
- La  Ma-19  para el tramo entre Llucmajor - Santañí.

## Trazado
Esta carretera tenía su punto de inicio en la ciudad de Palma de Mallorca y se dirigía hacia el este, en dirección a los barrios de El Molinar y Coll de Rabasa. Continuando en dirección este y, tras pasar por los terrenos que actualmente pretencecen al aeropuerto de la isla, atravesaba el núcleo de La Aranjasa. A continuación abandonaba el término municipal de Palma y seguía recto hasta llegar al municipio de Llucmajor. El tramo restante no ha sufrido modificaciones, pasaba por Campos y finalizaba en el municipio de Santañí, donde enlazaba con varias carreteras locales.